# Luis Artime

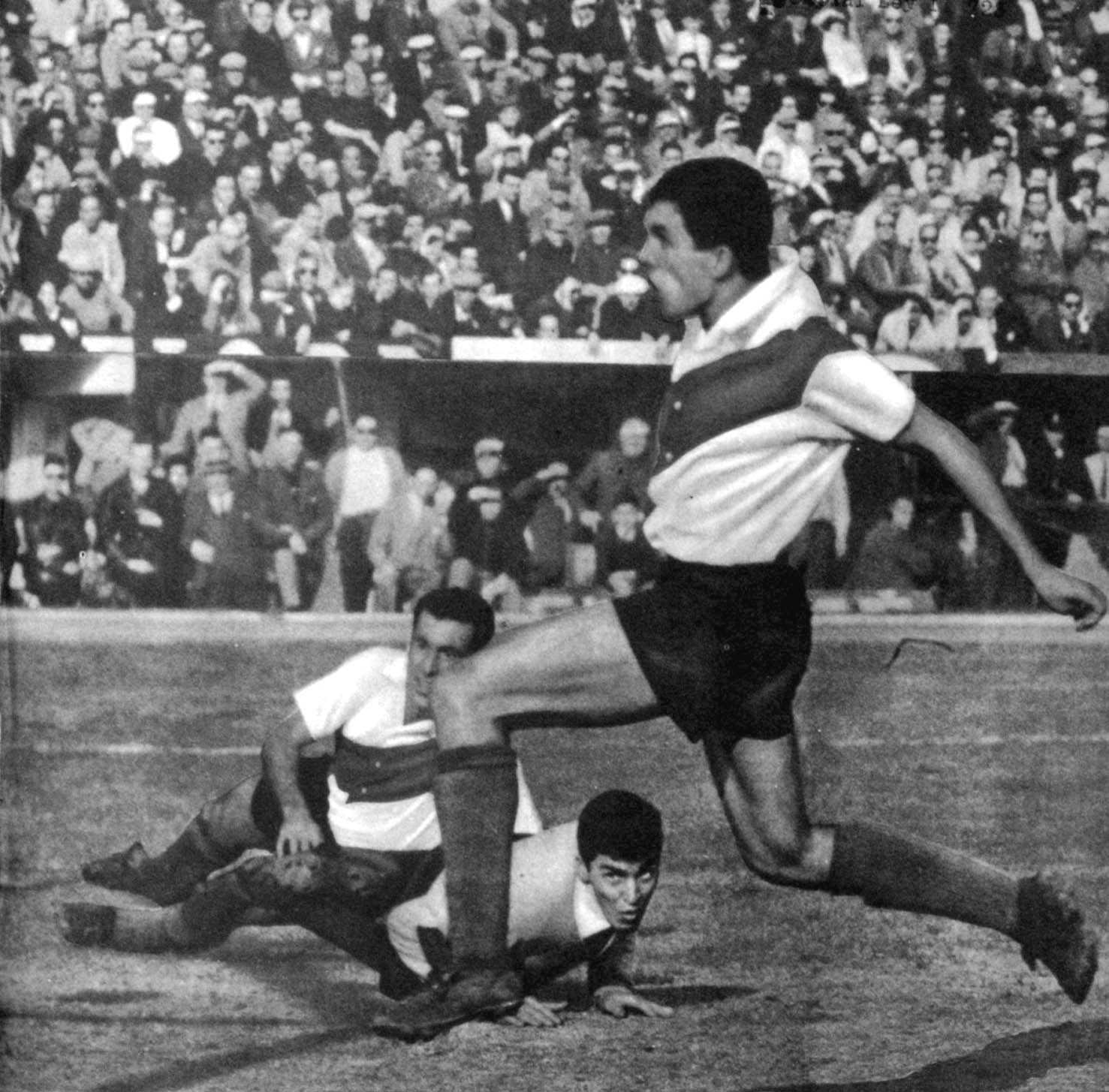
Capa da revista esportiva argentina El Gráfico, de 1962, que mostra uma foto de Luis Artime marcando um gol na vitória do no Superclásico contra o por 3x1

Luis Artime (Mendoza, 2 de dezembro de 1938), é um ex-futebolista argentino, que atuava como atacante.

## Carreira
Na Argentina, defendeu o Atlanta, o River Plate e o Independiente, tendo sido artilheiro nos três. Jogou também no Brasil, pelo Palmeiras (campeão do Torneio Roberto Gomes Pedrosa de 1969), e pelo Fluminense por alguns meses em 1972 marcando 7 gols em 19 jogos, e, por fim, brilhou no Nacional, clube onde conquistou a Taça Libertadores da América e o Mundial de Clubes. Foi quatro vezes artilheiro do campeonato argentino, três vezes do campeonato uruguaio e também foi atilheiro da Libertadores e da Copa Intercontinental. Atualmente vive na Argentina.

### Seleção Argentina
Pela Seleção Argentina de Futebol disputou 25 partidas e marcou 24 gols. Foi vice-campeão do Campeonato Sul-Americano de Futebol de 1967, sendo também o artilheiro da competição com 5 gols. Participou ainda da Copa do Mundo FIFA de 1966, jogando 4 partidas e marcando 3 gols.

## Títulos
Nacional
- Copa Intercontinental: 1971
- Copa Libertadores da América: 1971
- Copa Interamericana: 1971
- Campeonato Uruguaio: 1969, 1970 e 1971

Independiente
- Campeonato Argentino: 1967 (Nacional)

Seleção Argentina
- Taça das Nações (1964): 1964

## Campanhas de destaque

### Internacionais
Seleção Argentina
- Campeonato Sul-Americano de Futebol: 1967 (2º lugar)

## Artilharias

### Internacionais
Seleção Argentina
- Campeonato Sul-Americano de Futebol: 1967 (5 gols)

Nacional
- Copa Intercontinental: 1971 (3 gols)
- Copa Libertadores da América: 1971 (10 gols)

### Nacionais
Nacional
- Campeonato Uruguaio: 1969 (24 gols), 1970 (21 gols) e 1971 (16 gols)

Independiente
- Campeonato Argentino: 1966 (23 gols) e 1967 (11 gols)

River Plate
- Campeonato Argentino: 1962 (25 gols) e 1963 (25 gols)

## Gols em Copas do Mundo FIFA pela Seleção Argentina
|    | Data                | Local                  | Resultado | Adversário | Gols | Competição                 |
| -- | ------------------- | ---------------------- | --------- | ---------- | ---- | -------------------------- |
| 1. | 13 de julho de 1966 | Birmingham, Inglaterra | 2-1       | Espanha    | 2    | Copa do Mundo FIFA de 1966 |
| 2. | 19 de julho de 1966 | Sheffield, Inglaterra  | 2-0       | Suíça      | 1    | Copa do Mundo FIFA de 1966 |